# SEAT Altea
El SEAT Altea es un monovolumen del segmento C producido por el fabricante de automóviles español SEAT desde 2004 hasta 2015. Su nombre proviene del municipio alicantino de Altea (Comunidad Valenciana).
El Altea comparte elementos estructurales con los otros modelos del segmento C del Grupo Volkswagen, como el SEAT León y el Volkswagen Touran. El Altea es algo más bajo que otros monovolúmenes del segmento C, pero más alto que los automóviles de turismo del segmento C. Todas las variantes son de cinco plazas.
El vehículo fue diseñado por Walter de'Silva y fue lanzado en 2004 como el primer ejemplo de la nueva imagen de diseño de SEAT. La tercera generación del Toledo era casi idéntica, con excepción de un maletero más grande. Se presentó en el Salón del Automóvil de Ginebra de 2004.
Otra versión extendida, el Altea XL, también estuvo disponible (presentada por primera vez en el Salón del Automóvil de París 2006. En 2007 se lanzó el Altea Freetrack, con tracción integral y una suspensión más alta.
El 21 de agosto de 2015 SEAT anunció que los Altea y Altea XL serían descontinuados.
Aunque no se planeó un reemplazo directo para el Altea, SEAT sigue un cambio global de los monovolúmenes hacia los todocamino al lanzar su propio modelo de estos últimos basándose en el SEAT León.
En 2016, se lanzó el Ateca, que es el sucesor del Altea de acuerdo con el director general Luca de Meo: "Para nosotros, el Ateca es el reemplazo del Altea."

## Historia comercial
El Altea (modelo 5P) inauguró una nueva imagen de marca, que los responsables de la marca bautizaron como "La nueva SEAT", y que se había mostrado previamente en los prototipos Emoción y Tango.

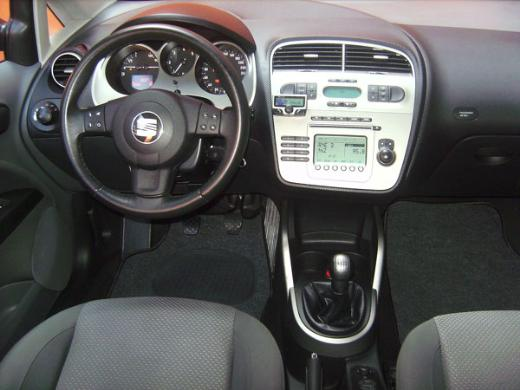
Interior del SEAT Altea/Altea XL/ Toledo.

En su primer año, las ventas de este modelo fueron de 65.592 unidades. El Altea XL tiene unas ventas de 40.000 unidades al año, mientras que del Altea Freetrack se estimaron en torno a 15.000.
En la primavera de 2009 fue reestilizado en todas sus variantes, donde destaca principalmente el frontal, con un pequeño rediseño del parachoques y del capó. A la parte trasera se le cambió la luna por otra de mayores dimensiones que llegaba hasta el borde de los faros. Este rediseño se aplicó a todos salvo al Alea XL y Altea Freetrack donde solo cambiarían el frontal y los detalles interiores. En 2014 al Altea se le retocó el parachoques trasero, dejando más alisado acorde con los demás modelos de la gama SEAT. A mediados del año 2014 se dejó de producir la variante Freetrack. El Seat Altea dejó de fabricarse y venderse en 2015.

### Variantes
El modelo está desarrollado bajo la plataforma PQ35 del grupo Volkswagen y ofrece 4 variantes conocidas como Altea, Toledo (tercera generación), Altea XL y Altea Freetrack.

#### SEAT Altea
El SEAT Altea (modelo 5P1) fue la primera variante que se puso a la venta. Fue lanzada en marzo de 2004. Tiene un voladizo trasero corto y redondeado y su maletero tiene una capacidad de 409 litros. El Altea tiene una tracción delantera con motor delantero trasversal, todos ellos de cuatro cilindros en línea. Los de gasolina son un 1.4 litros de 85 CV de potencia máxima,un 1.2 tsi de 105CV con Start&Stop, un 1.4 con turbo de 125 CV, un 1.6 litros de 102 CV, un 1.8 litros con turbocompresor y 160 CV, y un 2.0 litros con turbocompresor en variantes de 185 o 200 CV. Los diésel son un 1.9 litros de 105 CV de potencia máxima y un 2.0 litros en versiones de 140 o 170 CV, ambos con turbocompresores de geometría variable e inyección directa con inyector-bomba. Los gasolina de 200 CV y diésel de 170 CV existen solamente con los niveles de equipamiento FR. Según la motorización, la caja de cambios puede ser manual de cinco o seis marchas, o automática secuencial de doble embrague y seis marchas.
|                          |
| SEAT Altea reestilizado. |

|                |
| vista trasera. |

#### SEAT Toledo
El SEAT Toledo de tercera generación (modelo 5P2), sufre un gran cambio de diseño debido a las nuevas modas monovolúmenes que empezaron a coger fuerza a mediados del año 2003 pues muchas marcas apostaron por un nuevo formato mezcla de una berlina y un monovolumen, tomando la base como variante del SEAT Altea, similar en longitud a al posterior Altea XL pero con un diseño menos tradicional. El Toledo fue puesto a la venta a finales de 2004, y se publicitaba como un modelo distinto, pese a que es idéntico al Altea desde el frontal hasta las puertas delanteras. Su maletero tiene una capacidad mayor que la del Altea: 500 litros.
|                 |
| SEAT Toledo III |

|                                 |
| SEAT Toledo III vista posterior |

#### Altea XL
El SEAT Altea XL (modelo 5P5) fue fabricado desde noviembre de 2006. Se presentó como alternativa larga al SEAT Altea. En un principio, antes de conocer el nombre del modelo, se rumoreaba que iba a ser la versión ST del SEAT Toledo de tercera generación, ofreciendo una nueva estética posterior más angulosa y vertical, con 190 mm más de voladizo trasero, lo que implica un maletero más amplio (con 532 litros de capacidad). Al igual que el Altea normal, (ya conocido como Corto) el Altea XL es un cinco plazas. De esta última versión apareció la versión Freetrack, que es una variante campera para el modelo. Este modelo (Altea XL) también fue presentado en GLP desde 2009 hasta 2013 con el único acabado disponible el “Reference” para ese combustible  El Altea XL se ofrece con las siguientes motorizaciones:
Gasolina: 1.8 TSI 160 CV; 1.6 98 CV y el 1.4 TSI 125 CV.
Diésel: 2.0 TDI 170 CV con filtro antipartículas; 2.0 TDI 140 CV manual o con DSG; y el 1.6 TDI 105 CV manual o con DSG y filtro antipartículas
GLP: 1.6 GLP 90/105 CV Manual 
|                               |
| SEAT Altea XL (reestilizado). |

|                             |
| Parte trasera del Altea XL. |

#### Freetrack
El SEAT Altea Freetrack (modelo 5P8) fue presentado oficialmente en el Salón del Automóvil de Barcelona de 2007. El Altea Freetrack se empezó a comercializar durante el tercer trimestre de 2007 y se presentó como la versión crossover del SEAT Altea XL, que a su vez es una variante con una trasera diferente y más larga que el SEAT Altea, concebido como un Multi Sport Vehicle o "vehículo deportivo de uso múltiple". Fue creado como un automóvil amplio, deportivo y seguro. Con respecto al prototipo, el modelo de producción perdió las llantas de aleación de 19 pulgadas, la rueda de repuesto acoplada al portón trasero y los paragolpes del color de la carrocería. Las diferencias con los otros niveles de equipamiento del Altea XL son mayormente estéticas, salvo una suspensión reforzada con más altura al suelo y, a diferencia de otros monovolúmenes similares, tracción a las cuatro ruedas. Como SEAT carecía de todoterrenos, el Altea Freetrack oficiaba de rival de modelos tales como el Kia Sportage, el Hyundai Tucson, el Honda CR-V, el Nissan Qashqai y el Toyota RAV4.
El Altea Freetrack, se ofrece con tracción delantera o a las cuatro ruedas, con las siguientes motorizaciones:
Gasolina - 2.0 TSI 200 CV - Tracción a las cuatro ruedas.
Diésel - 2.0 TDI 170 CV - Tracción a las cuatro ruedas. y 2.0 TDI 140 CV - Tracción delantera.
|                       |
| SEAT Altea Freetrack. |

|                |
| vista trasera. |

Las motorizaciones TDI 1.6 y 2.0 entre 2009 y 2015 con código EA189 en la normativa euro 5 se vieron afectadas por el Escándalo de emisiones contaminantes de vehículos Volkswagen.

### Acabados del SEAT Altea

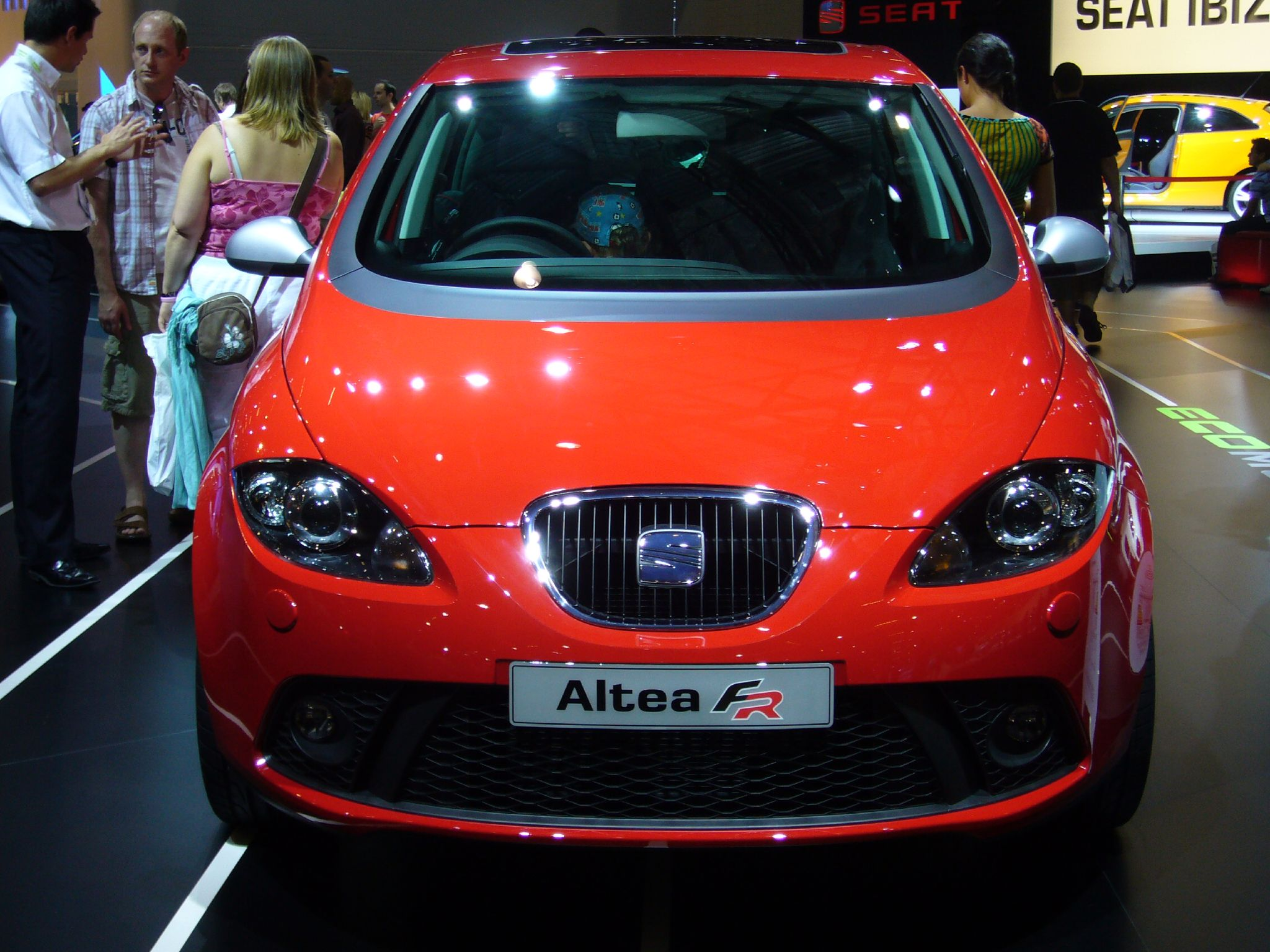
SEAT Altea FR de producción

- Select: El acabado de acceso a la gama.

- Reference: El acabado básico de la gama ya cuenta con un equipamiento de serie muy completo. Entre otros elementos dispone de ABS y TCS (desconectable), airbags para conductor y acompañante, airbags laterales delanteros y de cortina, llantas de 16 pulgadas con neumáticos 205/55, control de presión de neumáticos, anclajes Isofix, elevalunas eléctricos delanteros con funciones One Touch y sistema antipinzamiento, retrovisores exteriores eléctricos, calefactados y en color carrocería; cierre centralizado con mando a distancia y llave plegable de tres pulsadores (se suma un tercer botón para abrir sólo el portón), aire acondicionado, radio CD con seis altavoces, asiento del conductor regulable en altura, respaldo del asiento trasero abatible (1/3-2/3) y ordenador de a bordo (sólo con el motor 2.0 TDI), etcétera.

- Sport: Este acabado ofrece la misma dotación de serie que el Reference añadiendo un carácter y una apariencia más deportiva: suspensión con tarados más firmes, asientos deportivos, acabado interior específico, volante en cuero con mandos para controlar el equipo de audio, pomo del cambio en cuero, llantas de aleación de 16 pulgadas de cinco radios, ordenador de a bordo y dos altavoces adicionales.

- Stylance: Sobre el Reference, estas versiones añaden alarma volumétrica, ESP, llantas de aleación de 16 pulgadas y siete radios con neumáticos 205/55, faros antiniebla, climatizador de dos zonas, elevalunas eléctricos traseros, retrovisores exteriores con posición de aparcamiento eléctrica, volante en cuero con mandos para controlar el equipo de audio, pomo de la palanca de cambios de cuero, control de velocidad de crucero, ordenador de a bordo, función Coming Home y dos altavoces adicionales, entre otros elementos.

- Sport-up: Respecto al equipamiento Stylance, este acabado monta llantas de aleación de 17 pulgadas de cinco radios, neumáticos 225/45, suspensión deportiva, asientos deportivos y acabado interior específico.

En 2006 cambian las denominaciones. Se mantiene el Reference y el Sport, pero el Stylance pasa a llamarse Style y aparecen los acabados Green y FR.
- Green
- FR: sólo para el Altea corto.

Con la llegada de la versión reestilizada los acabados se reducen a tres: Select, Reference y Style.
En 2015 el Altea tan solo queda con un acabado denominado Last Edition.

#### Ediciones especiales/Series limitadas

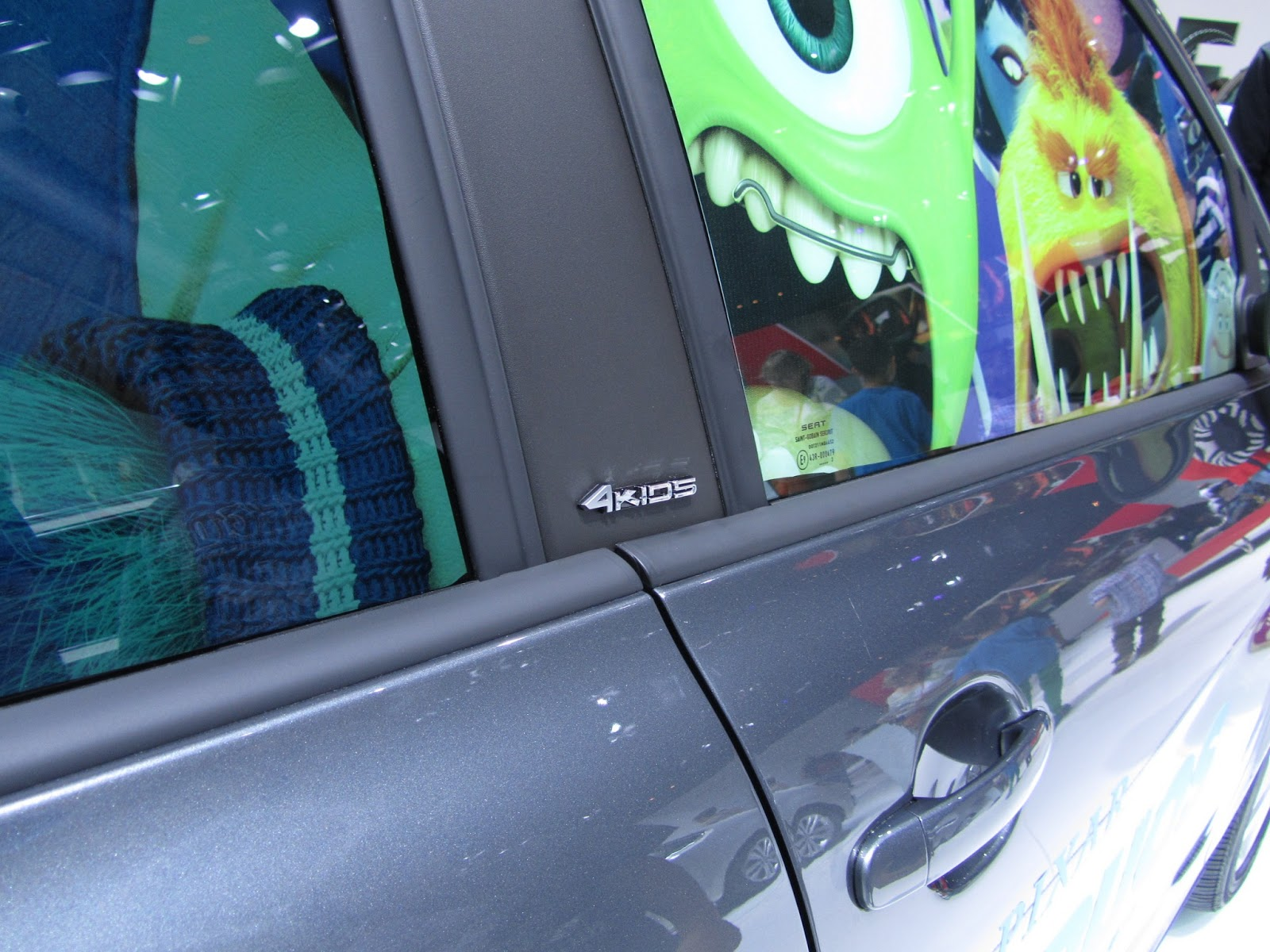
Versión 4KIDS del Altea

| 2007 | Black and White | Stylance |  |  |  |
| Se caracteriza, por el color de la carrocería en negro y asientos de cuero blanco calefactables. Equipa el motor 2.0 TDi 140cv. |                 |          |  |  |  |
| 2005 | Hot             |          |  |  |  |
| |                 |          |  |  |  |
| 2005 | Arena           |          |  |  |  |
| La diferencia con respecto a los demás Alteas es el interior, con múltiples detalles alrededor del salpicadero, consola central y paneles de puerta en color beige/gris. Esto no se debe confundir con el "kit de accesorios Arena de SEAT" que se vendía para el Altea y el Toledo porque ese kit eran accesorios para el interior en color marrón anaranjado. |                 |          |  |  |  |
| 2006 | Rebel           |          |  |  |  |
| |                 |          |  |  |  |
| 2010 | Good Stuff      |          |  |  |  |
| |                 |          |  |  |  |
| 2011 | Copa            |          |  |  |  |
| |                 |          |  |  |  |
| 2013 | 4KIDS           |          |  |  |  |
| |                 |          |  |  |  |
| 2013 | I-tech          |          |  |  |  |
| Tanto para el Altea original "Corto" como para el Altea XL "Largo". Su principal característica son las llantas oscuras. |                 |          |  |  |  |

### Seguridad
El Altea realizó las pruebas de choque de la EuroNCAP en el año 2005:
| Ocupantes adultos:  | 5/5 estrellas |
| Ocupantes infantil: | 4/5 estrellas |
| Peatones:           | 3/4 estrellas |

## Prototipos del SEAT Altea

#### El prototipo del SEAT Altea MSV

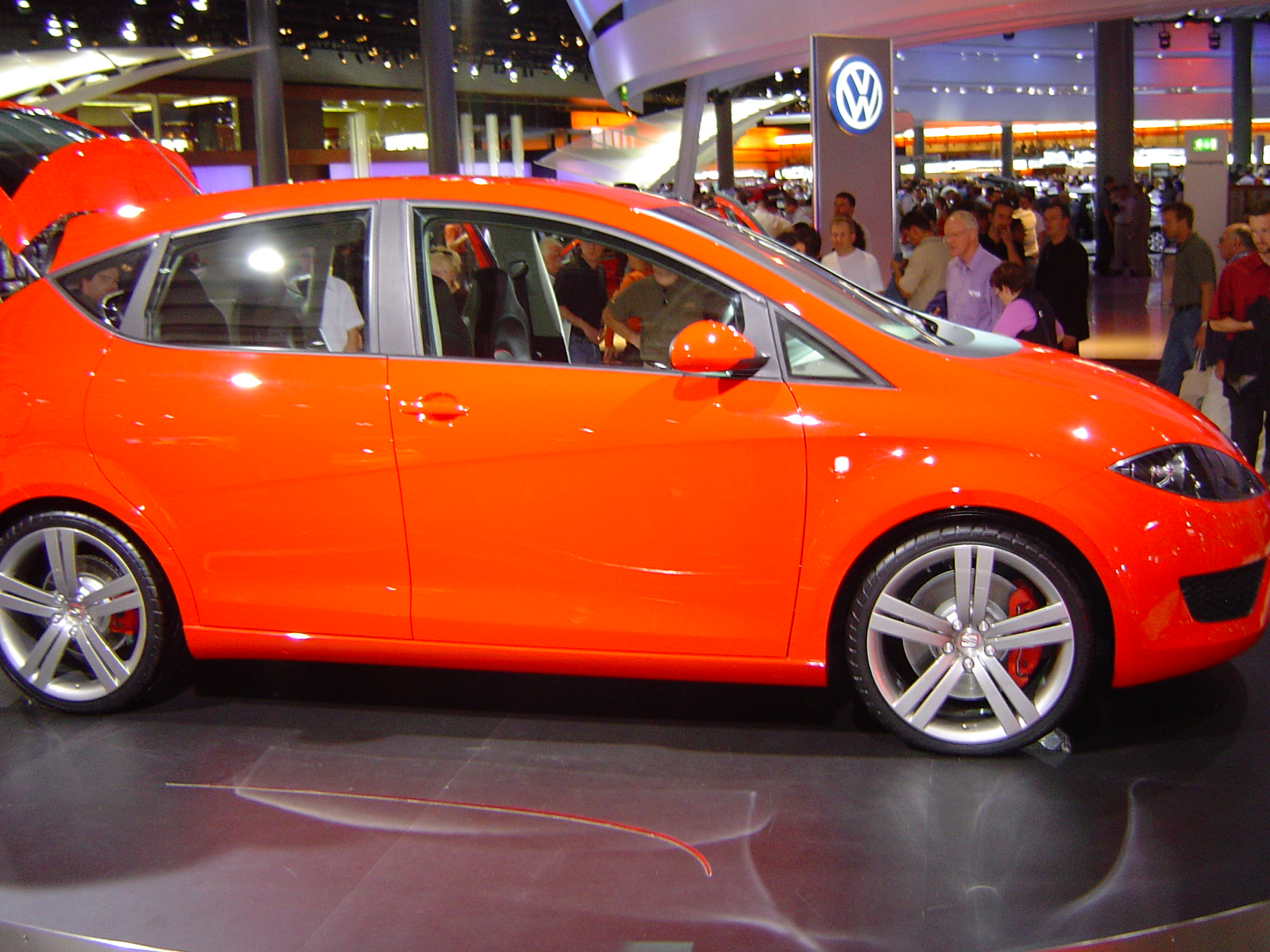
SEAT Altea Prototipo MSV.

El prototipo del Altea fue presentado en el Salón del Automóvil de Fráncfort de 2003. El SEAT Altea Prototipo no era sólo una propuesta imaginaria y futurista o una demostración de la técnica del Centro de Martorell, sino que iba destinado a anunciar la llegada del modelo definitivo de producción, el SEAT Altea, que fue lanzado al mercado en 2004. Fue el primer producto desarrollado por SEAT dentro del nuevo Grupo de Marcas de Audi, que se creó a principios de 2002.
El SEAT Altea Prototipo anticipaba el diseño del nuevo modelo de SEAT, que se destinaba como un pilar de la marca española, compartiendo un lugar en el mercado con el SEAT Ibiza y el SEAT León.
El Altea Prototipo fue equipado con una caja de cambios Tiptronic, automática y secuencial, con seis velocidades. Era propulsado por un motor FSI 2.0 de cuatro cilindros en línea, que desarrollaba una potencia de 150 CV a 6000 rpm.

#### Altea FR Concept
SEAT mostró el prototipo del Altea FR en el Salón del Automóvil de Fráncfort de 2006 como un adelanto de la versión definitiva, que comenzó a venderse durante el primer trimestre de ese mismo año.
En el exterior, lo que más llamó la atención del prototipo respecto a un Altea normal (además de los gigantescos adhesivos en los laterales que no llevará la versión final) es que el techo iba pintado de color negro brillante. Los retrovisores y las llantas eran cromados y tenía una salida de escape doble (de 70 mm de diámetro cada una). Los paragolpes presentaban un nuevo diseño y los neumáticos eran de medida 225/40R18.
En el interior había cuatro asientos deportivos individuales; los traseros se podían desplazar longitudinalmente. La tapicería de cuero de color negro contrastaba con diferentes elementos de color plata y gris: tapizado del techo, asideros y tiradores de las puertas, portagafas, y parte del salpicadero y la consola. La visera del cuadro de instrumentos, el pomo del cambio y el tirador del freno de mano también estaban tapizados de cuero.
El logotipo FR estaba bordado en los respaldos de los asientos. También se encontraban en el volante, cuadro de instrumentos y pomo del cambio.
Los faros eran de xenón para cortas y largas y tenían sistema de iluminación en curva. Los pilotos eran transparentes.
Además de los diversos elementos estéticos diferenciadores, el prototipo llevó el motor 2.0 TDi de 170 CV que llevaba el Volkswagen Passat VI y el Volkswagen Golf V GT . Con este motor el Altea alcanzaba los 208 km/h (sólo 7 km/h más que con el motor de 140 CV) y aceleraba de 0 a 100 km/h en 8,6 s.

#### Altea Freetrack Prototipo

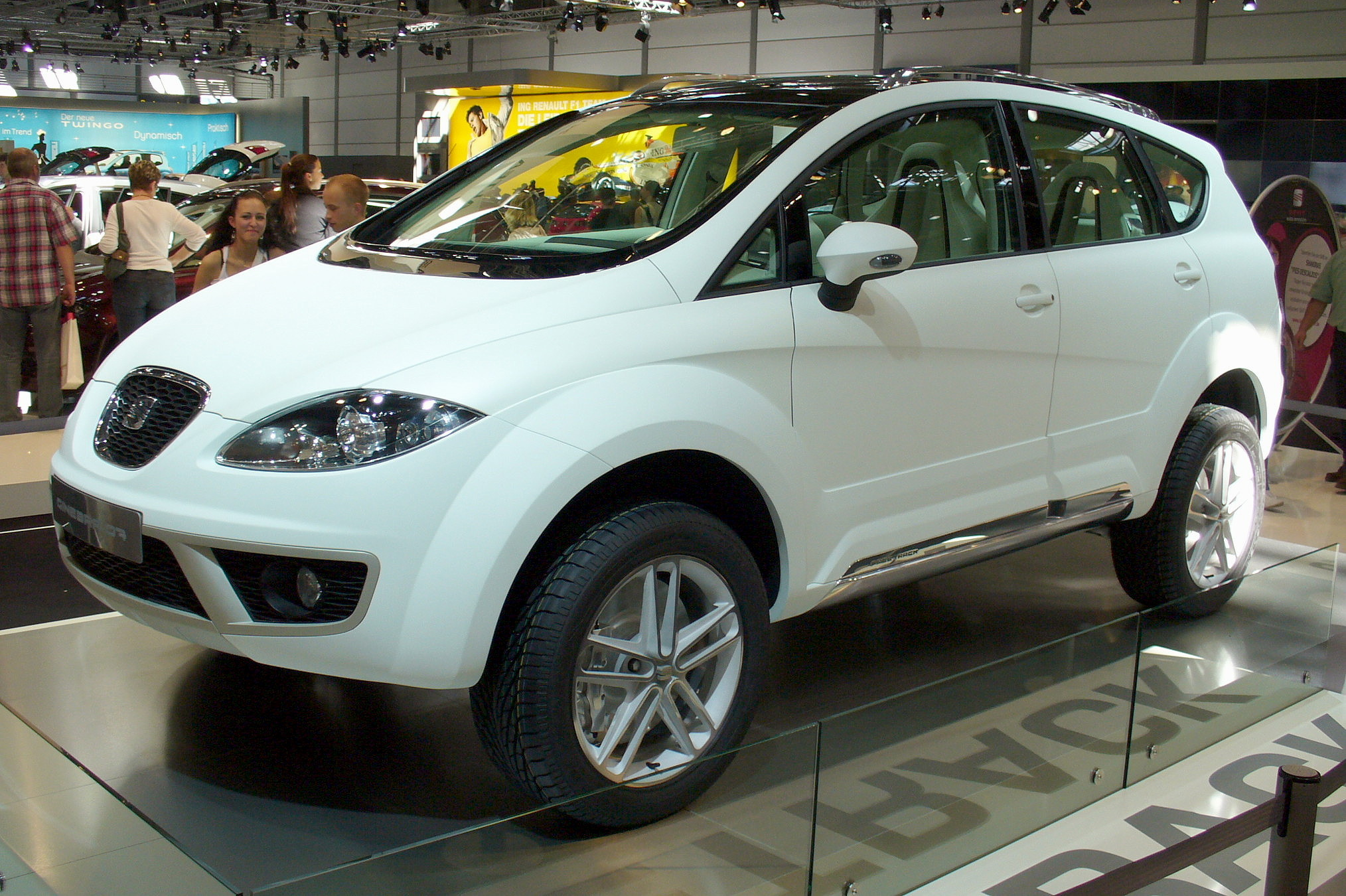
El prototipo del SEAT Altea Freetrack.

El prototipo del SEAT Altea Freetrack se mostró en el Salón del Automóvil de Ginebra de 2007. Compartía plataforma con el SEAT Altea XL, aunque es 185 mm más alto. Es el prototipo en el que está basado el Altea XL4, un SUV familiar basado en el Altea XL.
El Altea Freetrack Prototipo fue equipado con el mismo motor usado en el SEAT León Cupra, el 2.0 TFSI de gasolina, turbocomprimido y con 240 CV de potencia máxima. La caja de cambios es una automática de doble embrague acoplado a un sistema de tracción a las cuatro ruedas con una gran altura. A diferencia de los modelos de producción, el prototipo lleva llantas de aleación de 19 pulgadas (de perfil medio 255/50), rueda de repuesto acoplada al portón trasero y paragolpes del color de la carrocería ("blanco mate polar").

#### Prototipo eléctrico
El SEAT Altea XL Electric Ecomotive se convierte en el primer vehículo eléctrico que según SEAT podría considerarse 100% español. Nada más lejos de la realidad. El primer eléctrico de Martorell hará uso de la tecnología eléctrica del Grupo Volkswagen y, concretamente, de un motor de 85 kW (115 CV) de potencia y un par máximo casi constante de 270 Nm, el mismo que emplean entre otros el Volkswagen Golf Blue-e-motion que tendría previsto el inicio de su comercialización para 2013. Su velocidad máxima está limitada a 135 km/h y de su autonomía no existen datos publicados, pero teniendo en cuenta los 150 kilómetros del Golf y el peso añadido del Altea XL podría suponerse que rondase los 100-130 kilómetros.